# BLOG@GIRLS
『BLOG@GIRLS』（ブログ アット ガールズ）は、BS-i（現BS-TBS）で2006年7月1日から2007年3月24日まで毎週土曜日の21:00 - 22:00に放送されたブログ情報番組。略称「ブロガル」。P&Gの一社提供であった。

## 出演者

### MC
- 辺見えみり
- 夏川純

### ブロガール
いわゆる「アシスタント」。各々隔週での出演で、1回の放送に2人が登場する。
- 南知里
- 根岸麻衣
- 後藤ゆきこ
- 柳野玲子
- 藤本恵理子
- 福永ちな
- 佐藤和沙

## 主なコーナー
ブロガルランキング
毎週異なるジャンルの人気ブログBEST5を発表。
ゲストトーク
ここでは、ゲストが開設しているブログも詳しく紹介する。
BLOG@TREND
ブログで盛り上がっている流行情報を紹介。
えみりのツボ
夏川純がユニークなブログを紹介。辺見えみりとゲストが（ツボに）「ハマッタ」「ハマラナイ」の札で判定する。ここで紹介されるブログの管理人もスタジオに登場する。芸能人（特にお笑い芸人）が登場した時は、エンディングまで残ってもらう場合がある。

## 備考
- 番組開始前の2006年6月29日に宣伝を兼ねて、夏川純がプロ野球「横浜×巨人」（横浜スタジアム）で始球式を務めた。
- 2006年12月23日は「クリスマススペシャル」として、20:30から90分の拡大版で放送した。
- 2007年2月6日には番組へのインタビューが『Web3.0への会議』（ゴマブックス社）に掲載された。具体的にはプロデューサー・落合芳行、司会の 夏川純、辺見えみりが掲載。番組のブログにて2007年2月13日番組プロデューサーの落合芳行が報告。